# Chokebore
Chokebore es una banda estadounidense de rock de Honolulu, Hawái, actualmente radicada en Los Ángeles, California.

## Historia del grupo
El grupo se formó en los 90 en Honolulu, Hawái, pero se trasladó a Los Ángeles, California en 1992 con la esperanza de conseguir más actuaciones y en consecuencia mayor audiencia. Así consiguieron firmar con la discográfica Amphetamine Reptile Records en 1993 y grabar un LP de Demo. 
Al año siguiente sacaron su single de debut Nobody/Throats to Hit, su original sonido, depresivo, con tempos que se van alternando y gustaron. Realizaron una gira acompañando a bandas como Today is the Day, Girls Against Boys, Samiam o Nirvana.
Consiguieron gran aceptación en Europa, sobre todo con su LP A Taste for Bitters de 1996, grabado en Francia. El siguiente disco Black Black fue también grabado en Francia y en el mostraban un lado mucho más oscuro. La soledad, la muerte, la tristeza y el desamor están presentes en las canciones de este álbum.
En el 2003, grabaron un disco en directo, A Part from Live y en el 2005 el grupo dejó de actuar y grabar discos aunque no anunciaron la disolución del grupo.
El cantante Troy Balthazar grabó un disco en solitario en el año 2006 y el batería Christian, toca actualmente con el grupo Christian Death 1334.

## Miembros
- Troy Balthazar- Cantante y Guitarra
- James Kroll- Bajo
- Jonathan Kroll- Guitarra
- Christian Omar Madrigal- Batería (1995-1997),(1999-2003)
- Mike Featherson- Batería (1997-1999)
- Johnee Kop- Batería (1993-1995)

## Discografía
- Motionless - Amphetamine Reptil Records, 1993.
- Anything Near Water - Amphetamine Reptil Records, 1995.
- A Taste for Bitters - Amphetamine Reptil Records, 1996.
- Black Black - Boomba Rec, 1998.
- It´s a Miracle - Pale Blue, 2002.
- A Part from Life - Pale Blue, 2003.